# Quốc kỳ Israel
Quốc kỳ Israel (tiếng Do Thái: דגל ישראל Degel Yisrael, tiếng Ả Rập: علم إسرائيل 'Alam Isra'īl) được chọn vào ngày 28 tháng 10 năm 1948, năm tháng sau khi thành lập quốc gia này. Quốc kỳ mô tả một ngôi sao David màu xanh da trời trên một nền trắng, giữa hai đường sọc ngang màu xanh. Màu xanh da trời được uỷ nhiệm là "xanh da trời sẫm", và thay đổi khác nhau theo từng lá cờ, từ một màu xanh da trời tinh khiết, đôi khi chuyển sang màu gần như sẫm như màu xanh hải quân, đến màu sắc khoảng 75% theo hướng lục cam thuần khiết và chuyển sang màu xanh da trời rất nhẹ, lá cờ được thiết kế cho Chủ nghĩa phục quốc Do Thái vào năm 1891. Thiết kế cơ sở gợi nhớ lại Ashkenazi Tallite, khăn choàng cầu nguyện của người Do Thái, có màu trắng với các sọc màu xanh. Quẻ ở trung tâm là David Magen ("hiệu khiên của David"). Nó đã trở thành một biểu tượng của người Do Thái bắt đầu ở Praha thời kỳ cuối Trung cổ, và đã được thông qua bởi Đại hội phục quốc Do Thái lần thứ nhất vào năm 1897. 
Trong năm 2007, một lá cờ Israel có kích thước 660x100 mét và nặng 5,2 tấn được giương gần pháo đài của người Do Thái cổ xưa Masada, phá vỡ kỷ lục thế giới cho lá cờ lớn nhất.